# Nymula sylvarum
Nymula sylvarum är en fjärilsart som beskrevs av Bates 1867. Nymula sylvarum ingår i släktet Nymula och familjen Riodinidae. Inga underarter finns listade i Catalogue of Life.